# 搾乳ロボット

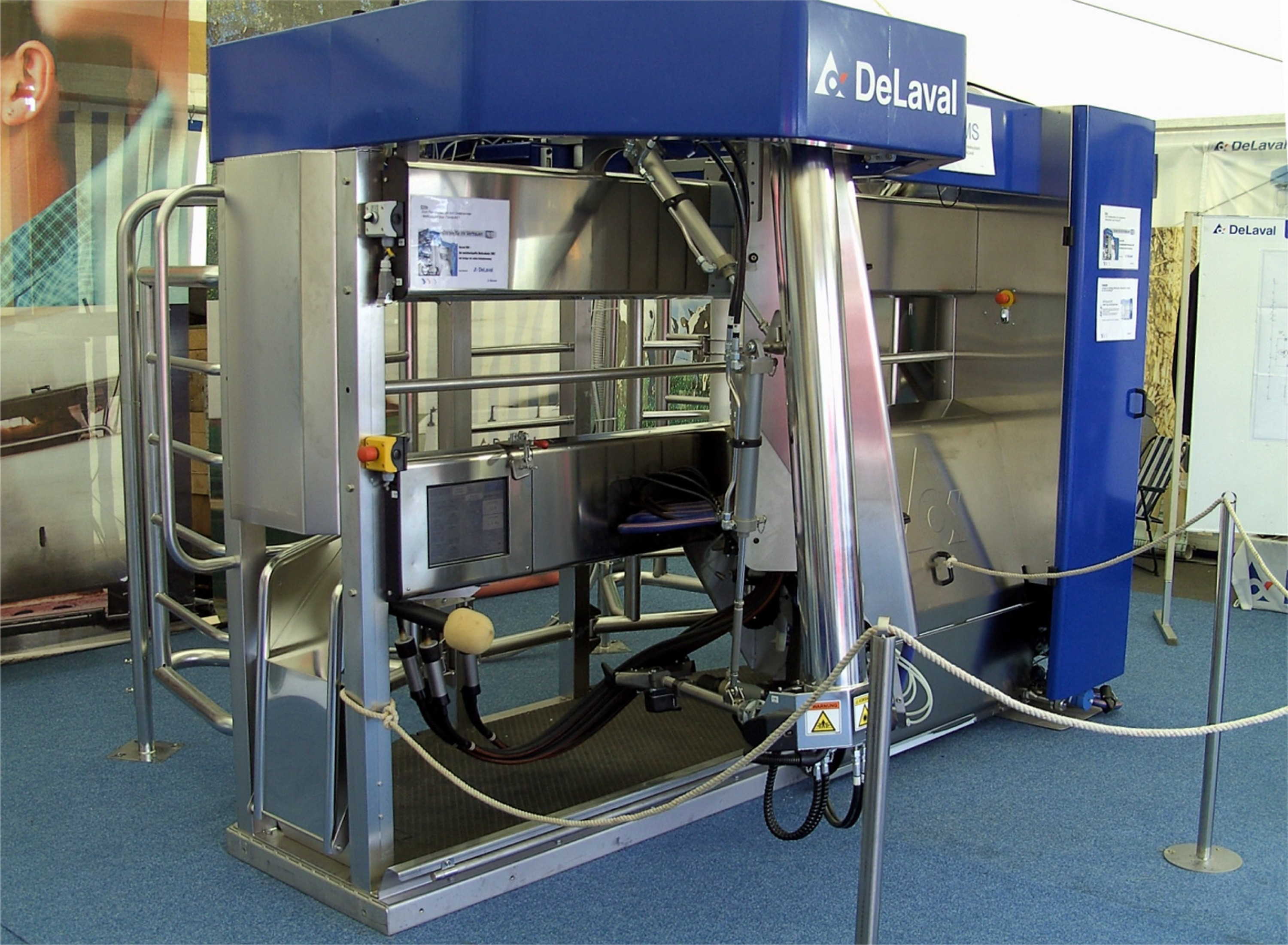
搾乳ロボット

搾乳ロボット（さくにゅうロボット、英: Milking robot）は、入室してきた乳牛の搾乳を機械で行うBOX型のロボットである。通常は1日2回（朝・夕方）行う搾乳作業を人の代わりに行い、搾乳作業を自動化する。牛に搾乳ロボットを訪問させるために、搾乳ロボット内で餌を給餌し、牛が餌を食べている間に搾乳を行う。ミルキングロボットとも呼ばれることがある。
近年、カナダでつなぎ牛舎（タイストール牛舎）にも導入可能な搾乳ロボットが開発され（従来の搾乳ロボットを改造）、日本にも導入されている。

## 搾乳の仕組み

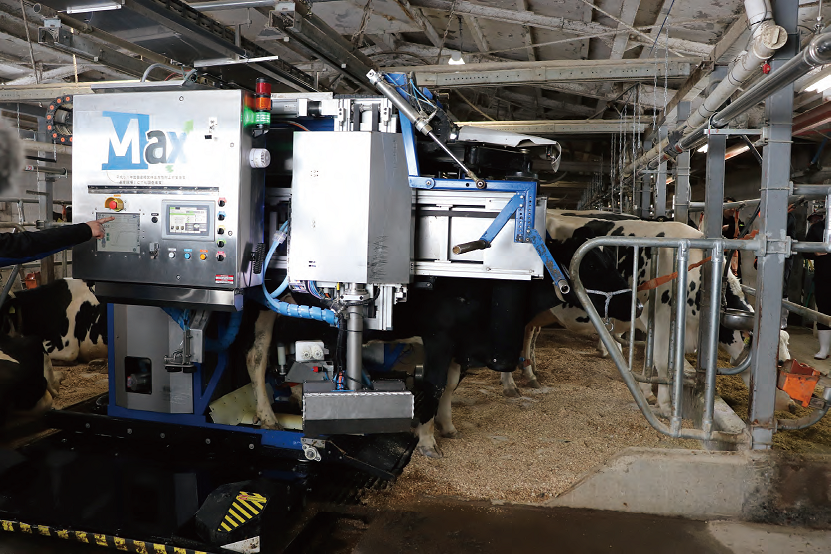
つなぎ牛舎用搾乳ロボット

各牛には専用タグが装着され、搾乳ロボットはタグから情報を読み取って個体を識別している。餌を目的にロボットを訪問した牛の個体データを搾乳ロボットが読み取り、前回の搾乳から設定以上の時間が空いていれば飼料の給餌と搾乳を同時に行う。設定時間よりも短い（前回の搾乳から十分な時間が経過していない）場合は、搾乳ロボットに入室させず、牛舎へ戻す仕組みになっている。
一方、つなぎ牛舎用搾乳ロボットは、従来型の搾乳ロボットをベースとし、これに牛の間を巡回して搾乳BOXに引き入れる機能が追加されている。この方式ではロボット側が牛を捕まえに行くため、定時搾乳（1日2回／3回搾乳）や、一定間隔での搾乳（例：60頭を24時間連続運転で搾乳）を行うことが可能となっている。なお、搾乳ロボットの洗浄は牛舎１周ごと、または一定時間ごとに行う。

## 搾乳

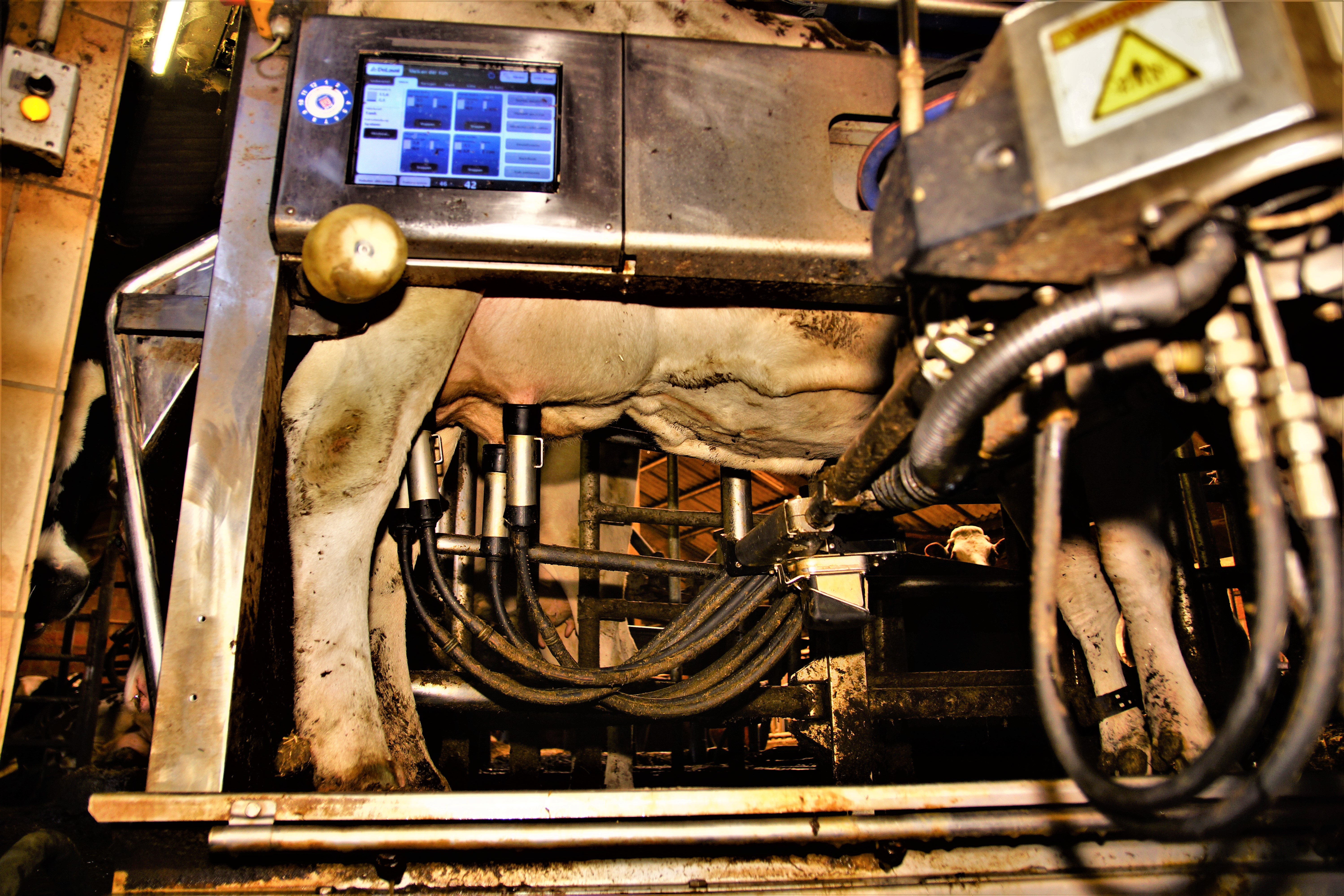
搾乳ロボット

入室した牛の立ち位置をロボット内に設置されたカメラや床面の重量移動などで認識し、乳房の位置を測定する。乳房位置を検知した後、アームと呼ばれる搾乳機器が収納された可動部が乳房まで移動して、搾乳前の乳頭洗浄を行う。乳頭の洗浄後、レーザーで乳頭位置を検知して、乳頭に1本ずつミルカーを装着して搾乳を行う。搾乳中はロボット内でミルクの成分（電気伝導率・乳色など）を計測し、異常があればミルクを集乳せずに分離したり、警告を表示したりする。搾乳終了後は、ゲートを開放して牛を退出させ、アームの搾乳機器を自動洗浄した後、次の牛の搾乳に備える。
上記が一般的な構造だが、各社独自の技術を用いているため、各部の構造や動作方法、搾乳の仕組みには違いがある。
搾乳後の各種情報（個体の乳質データや搾乳時間・泌乳量など）をPCの管理ソフトで確認して、農場の飼養管理に役立てることで、生産効率を高めることができる。

## 設置
牛舎内に設置し、牛が歩いて訪問することが必須のため、フリーストール牛舎またはフリーバーン牛舎での利用となる。
つなぎ牛舎用搾乳ロボットの場合は、搬入口、駐機スペース、牛舎の中央通路にロボットが走行できるスペース（通路幅、天井高）が必要となる。また、一部ミルク配管を移設・かさ上げすると既存のパイプライン設備を残すことができ、搾乳ロボットが故障やメンテナンスで使用できない場合にパイプラインで搾乳することができる。